# Prix mondial de la liberté de la presse
Le prix mondial de la liberté de la presse Guillermo Cano est une distinction décernée chaque année par l'UNESCO depuis 1997 pour honorer une personne, une organisation ou une institution pour sa défense ou sa promotion de la liberté de la presse partout dans le monde, en particulier lorsqu'il s'agit de situations dangereuses.
Ce prix est remis le 3 mai, date anniversaire de la déclaration de Windhoek, un recueil des principes de la liberté de la presse réalisé par des journalistes africains en 1991. Cette journée est célébrée par l'UNESCO comme la Journée mondiale de la liberté de la presse.
Le prix porte le nom du journaliste colombien Guillermo Cano Isaza, assassiné le 17 décembre 1986 par des sbires de Pablo Escobar, qui lui reprochaient les critiques de son journal.
En 2007, pour son dixième anniversaire, cette distinction a été symboliquement remise en Colombie. La lauréate fut, à titre posthume, la journaliste russe Anna Politkovskaya.
En 2024, les journalistes palestiniens couvrant le génocide à Gaza ont été désignés lauréats du Prix mondial de la liberté de la presse UNESCO/Guillermo Cano 2024, sur recommandation d'un jury international de professionnels des médias. La cérémonie de remise du prix a lieu en marge de la Conférence mondiale sur la liberté de la presse à Santiago, Chili.

## Lauréats
| Année | Pays        | Lauréat                                                   |
| ----- | ----------- | --------------------------------------------------------- |
| 1997  | Chine       | Gao Yu                                                    |
| 1998  | Nigeria     | Christina Anyanwu                                         |
| 1999  | Mexique     | Jesus Blancornelas                                        |
| 2000  | Syrie       | Nizar Nayyouf                                             |
| 2001  | Birmanie    | Win Tin                                                   |
| 2002  | Zimbabwe    | Geoffrey Nyarota                                          |
| 2003  | Israël      | Amira Hass                                                |
| 2004  | Cuba        | Raúl Rivero                                               |
| 2005  | Chine       | Cheng Yizhong                                             |
| 2006  | Liban       | May Chidiac                                               |
| 2007  | Russie      | Anna Politkovskaïa                                        |
| 2008  | Mexique     | Lydia Cacho Ribeiro                                       |
| 2009  | Sri Lanka   | Lasantha Wickrematunge                                    |
| 2010  | Chili       | Mónica González Mujica                                    |
| 2011  | Iran        | Ahmad Zeidabadi                                           |
| 2012  | Azerbaïdjan | Eynulla Fatullayev                                        |
| 2013  | Éthiopie    | Reeyot Alemu                                              |
| 2014  | Turquie     | Ahmet Şık                                                 |
| 2015  | Syrie       | Mazen Darwish                                             |
| 2016  | Azerbaïdjan | Khadija Ismayilova                                        |
| 2017  | Érythrée    | Dawit Isaak                                               |
| 2018  | Égypte      | Shawkan                                                   |
| 2019  | Birmanie    | Kyaw Soe Oo et Wa Lone                                    |
| 2020  | Colombie    | Jineth Bedoya Lima                                        |
| 2021  | Philippines | Maria Ressa                                               |
| 2022  | Biélorussie | Association biélorusse des journalistes                   |
| 2023  | Iran        | Niloofar Hamedi, Narges Mohammadi, et Elaheh Mohammadi    |
| 2024  | Palestine   | Les journalistes palestiniens couvrant le génocide à Gaza |